# Geordie (Mercanti di Liquore)
Geordie è un singolo dei Mercanti di Liquore, pubblicato nel 2000, cover dell'antica ballata britannica resa celebre da Fabrizio De André. Sul disco sono presenti in aggiunta due composizioni originali del gruppo.
Il brano è stato registrato dal vivo in occasione del concerto omaggio a Fabrizio De André al Teatro Carlo Felice di Genova il 12 marzo 2000 da cui nascerà il doppio album tributo Faber, amico fragile pubblicato nel 2003.

## Tracce
1. Geordie – 3:23
2. Mai paura – 3:51
3. Canzonetta – 3:54